# Rhododendron heptaster
Rhododendron heptaster är en ljungväxtart som beskrevs av A. Gilli. Rhododendron heptaster ingår i släktet rododendron, och familjen ljungväxter. Inga underarter finns listade i Catalogue of Life.